# Ізобел Елсом
Ізабелла Рід, відома як Ізобел Елсом (англ. Isobel Elsom; 16 березня 1893, Кембридж — 12 січня 1981, Вудленд-Гіллз, Каліфорнія) — британо-американська акторка театру, кіно та телебачення.

## Біографія
Ізабелла Рід народилася 16 березня 1893 року у Кембриджі (Англія). Її батько був музикантом. Закінчила коледж у Бедфорді. Вперше з'явилася на екранах 1915 року. Між 1934 та 1939 роком іммігрувала до США.
Померла 12 січня 1981 року в Вудленд-Гіллз (Лос-Анджелес, Каліфорнія).
Кілька портретів акторки включені в експозицію лондонської Національної портретної галереї.

### Особисте життя
13 січня 1923 року одружилася з кінорежисером Морісом Елві (1887—1967), з яким познайомилася на кастингу ще в 1919 році. До 1942 розлучилася з ним і одружилася з британським актором Карлом Гарбордом (1908—1958). Дітей не мала.

## Вибрані роботи
За 50 років кінокар'єри (1915—1965) Елсом з'явилася в понад 130 фільмах та серіалах. Амплуа — аристократки з вищого світу. З 1926 по 1957 грала різні ролі на Бродвеї.

## Фільмографія
- 1956 — Жага до життя / Lust for Life
- 1964 — «Моя чарівна леді» / My Fair Lady — місіс Ейнсфорд-Гілл